# Dipartimento di San Jerónimo
San Jerónimo è un dipartimento argentino, situato nella parte centro-orientale della provincia di Santa Fe, con capoluogo Coronda.
Esso confina a nord con i dipartimenti di Las Colonias e La Capital; a est con la provincia di Entre Ríos; a sud con i dipartimenti di San Lorenzo e Iriondo; a ovest con il San Martín.
Secondo il censimento del 2001, su un territorio di 4.282 km², la popolazione ammontava a 77.253 abitanti, con un aumento demografico del 10,77% rispetto al censimento del 1991.
Il dipartimento, nel 2001, era suddiviso in 22 distretti (distritos), con questi municipi (municipios) o comuni (comunas):
- Arocena
- Barrancas
- Bernardo de Irigoyen
- Campo Piaggio
- Casalegno
- Centeno
- Coronda
- Desvío Arijón
- Díaz
- Gaboto
- Gálvez
- Gessler
- Larrechea
- Loma Alta
- López
- Maciel
- Monje
- Pueblo Irigoyen
- San Eugenio
- San Fabián
- San Genaro
- San Genaro Norte